# Fondation Beyeler
Die Fondation Beyeler ist ein Schweizer Kunstmuseum und eine Stiftung mit Sitz in Riehen bei Basel im Kanton Basel-Stadt. Sie zählt zu den meistbesuchten Kunstmuseen der Schweiz. Eigentümerin der Sammlung Beyeler ist die Beyeler Stiftung.

## Geschichte
Die 1982 gegründete Stiftung ist Eigentümerin der von den Eheleuten Hildy und Ernst Beyeler in etwa 50 Jahren zusammengetragenen Kunstsammlung. Erstmals 1989 öffentlich im Museo Nacional Centro de Arte Reina Sofía in Madrid gezeigt, liegt ihr Schwerpunkt in der klassischen Moderne und Gegenwartskunst.
Die Direktion hatte zunächst Ernst Beyeler selbst inne, ab April 2003 dann Christoph Vitali, seit Januar 2008 Sam Keller.
Im Jahr 2024 zählte die Stiftung 389'188 Besucherinnen und Besucher.

## Museumsgebäude

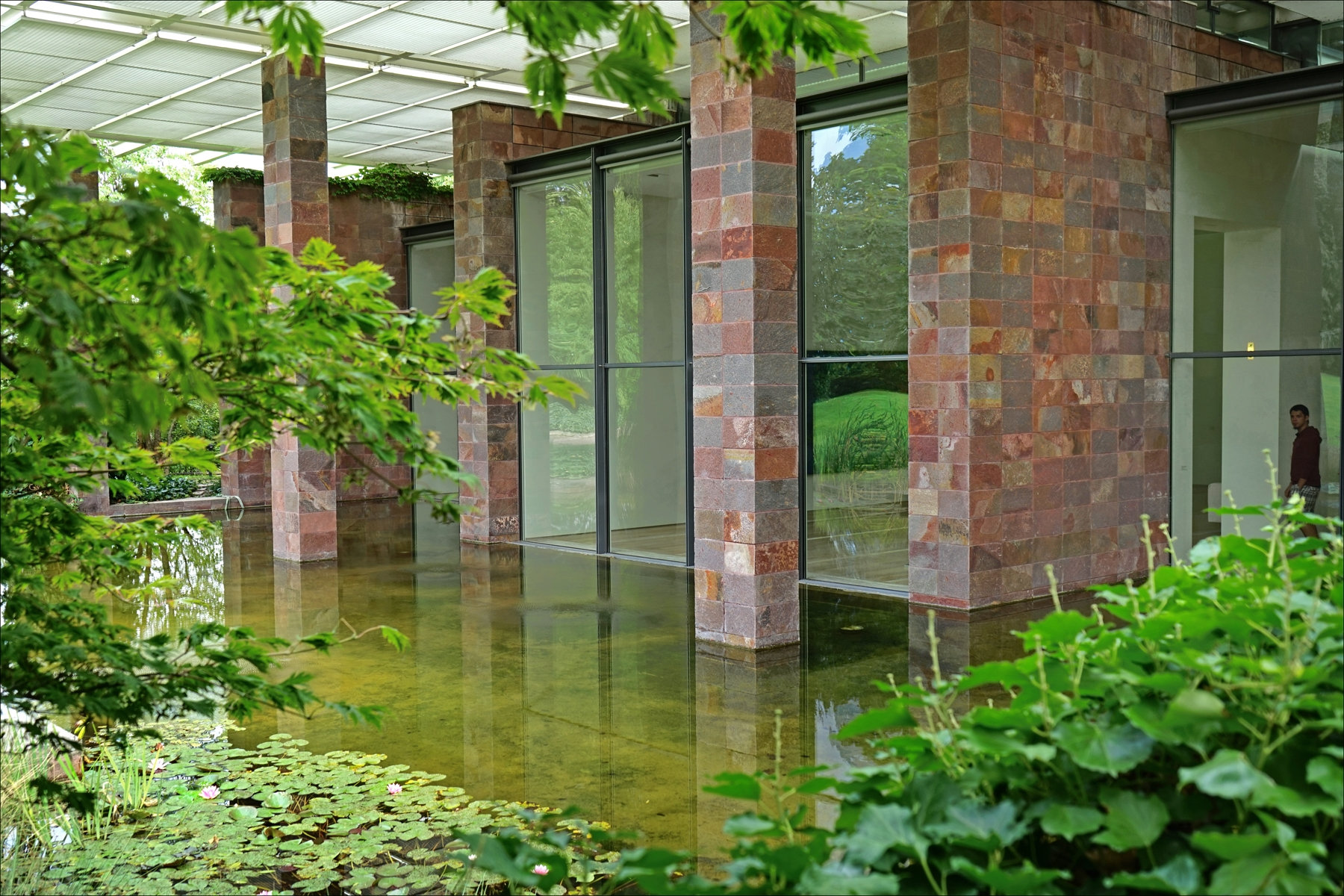
Aussenansicht der Fondation Beyeler (2015)

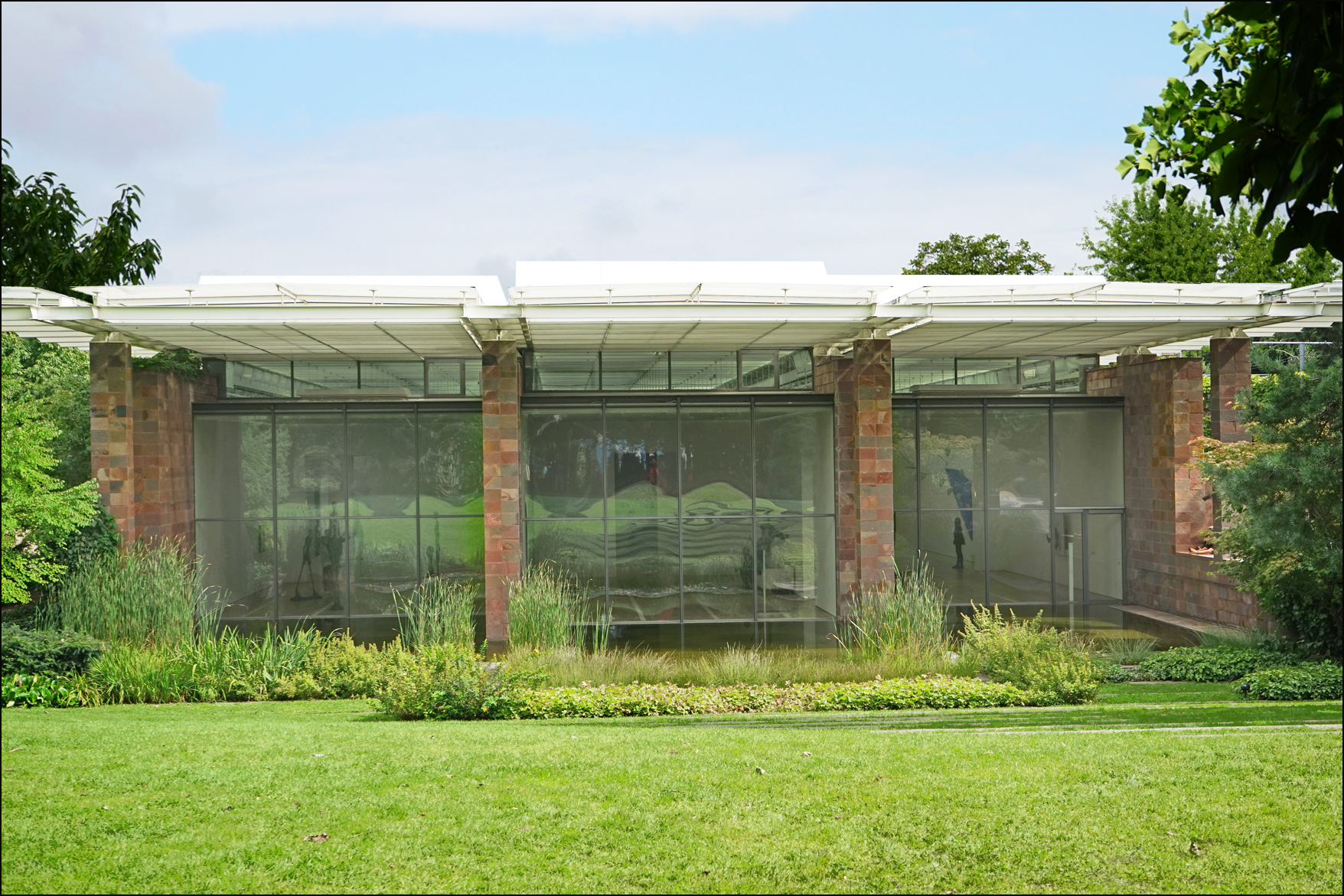
Aussenansicht der Fondation Beyeler (2015)

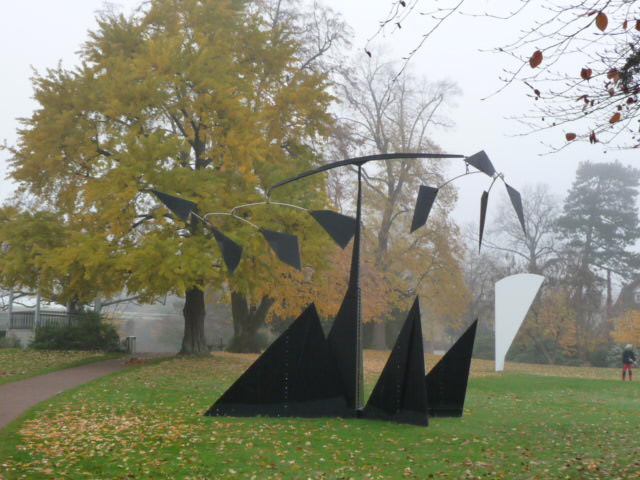
Skulpturen von Alexander Calder (vorne) und Ellsworth Kelly im Park der Fondation Beyeler (2008)

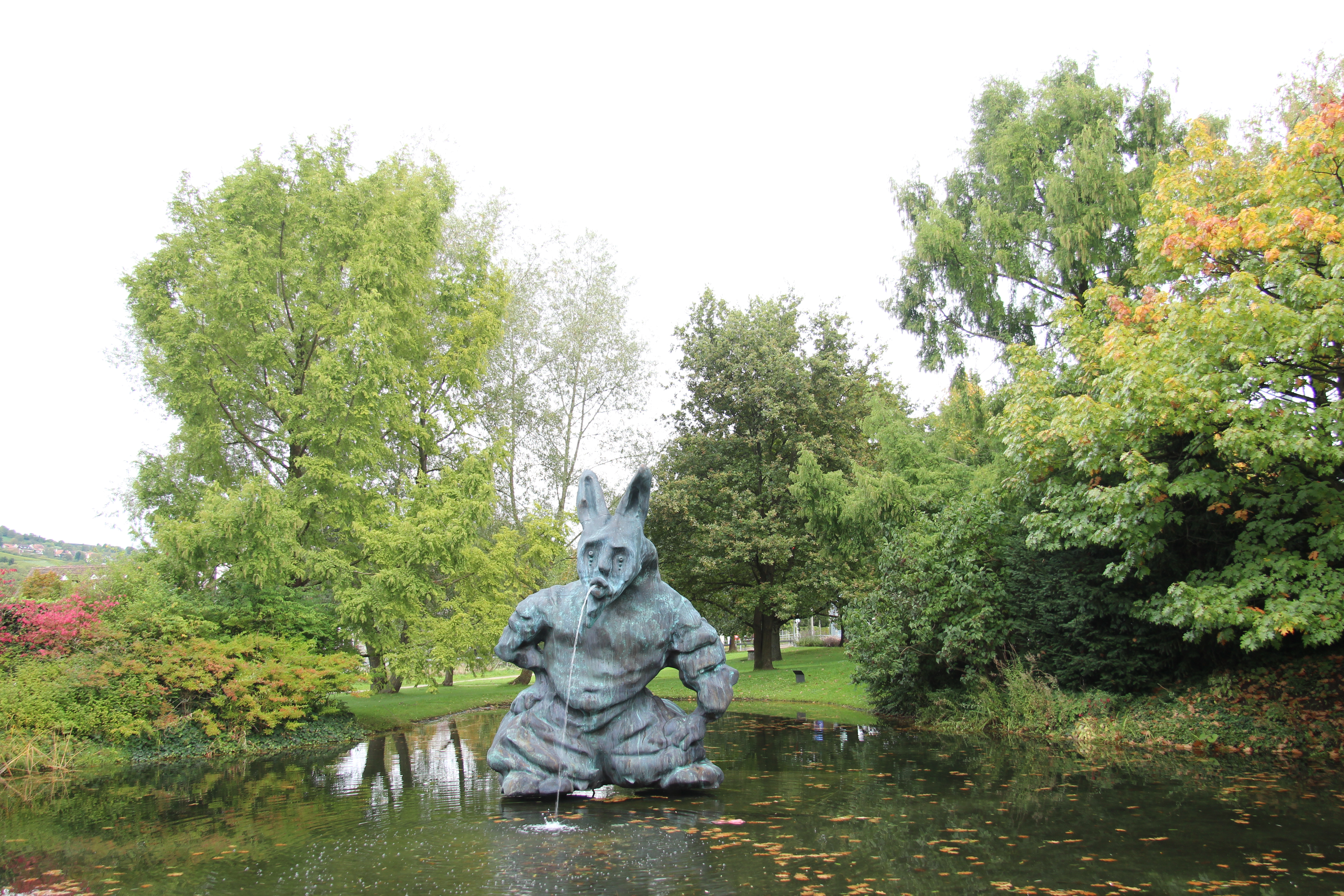
«Hase», Skulptur von Thomas Schütte im Park (2013)

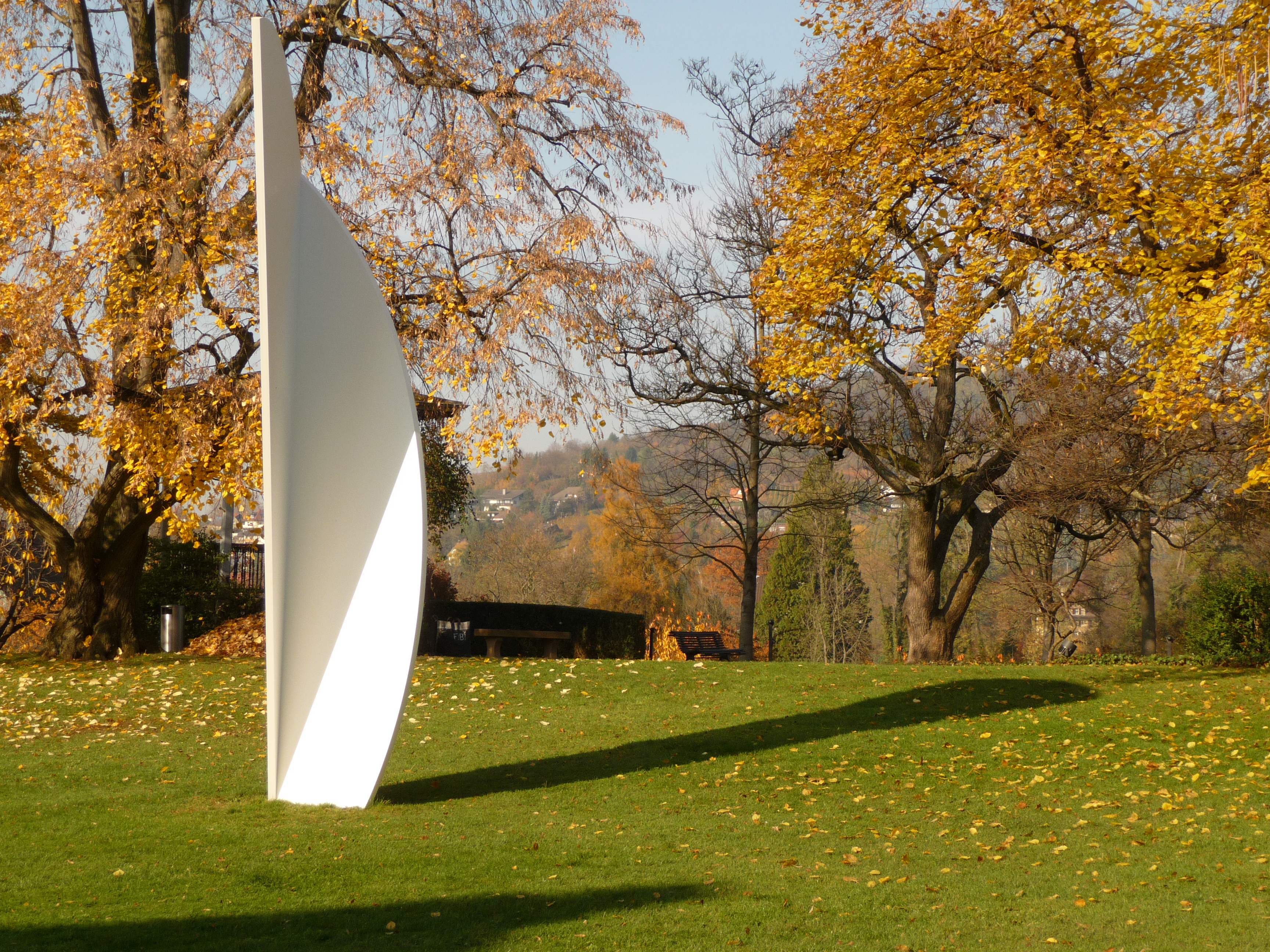
«White Curves», Skulptur von Ellsworth Kelly im Park (2008)

Im Jahr 1994 erhielt der Architekt Renzo Piano den Auftrag, für die Sammlung ein öffentliches Museum zu bauen, das am 18. Oktober 1997 im Park des Berowerguts in Riehen bei Basel eröffnet wurde.
Der Museumsbau zeichnet sich durch seine Einbettung in die Umgebung, mit Blick auf Obstwiesen in den Langen Erlen, das Flusstal der Wiese aus. Der lang gestreckte Bau mit 127 Metern liegt an der verkehrsreichen Baselstrasse; gegen deren Lärm wird er von einer mit Porphyrplatten verkleideten Mauer abgeschirmt.
Seit dem Jahr 2021 ist das Museum ein Ort von Filmdreharbeiten: Wim Wenders plant eine Langzeitdokumentation in 3D über Denken und Arbeiten von Zumthor, Arbeitstitel Das Geheimnis der Orte. Themen sind gemäss der betreuenden Agentur Boxfish Films neben dem ebenfalls von Zumthor geplanten Neubau des Los Angeles County Museum of Art der Erweiterungsbau der Beyeler-Foundation.

## Sammlung
Die Sammlung Beyeler, die rund 400 Werke der klassischen Moderne und der Gegenwartskunst enthält, dokumentiert den persönlichen Blick des Galeristen-Ehepaars Hildy und Ernst Beyeler auf die Kunst des 20. Jahrhunderts. Unter anderem werden Werke von Edgar Degas, Paul Cézanne, Claude Monet, Henri Rousseau, Vincent van Gogh, Wassily Kandinsky, Henri Matisse, Fernand Léger, Alberto Giacometti, Pablo Picasso, Joan Miró, Alexander Calder, Paul Klee, Max Ernst, Piet Mondrian, Andy Warhol, Roy Lichtenstein oder Francis Bacon gezeigt. Die Rothko Rooms sind eine ausserhalb der USA einmalige Präsentation von Werken des Künstlers. Den Kunstwerken der klassischen Moderne werden etwa 25 Objekte der indigenen Künste aus Afrika, Ozeanien und Alaska gegenübergestellt.
Im Jahr 1999 wurde der grosse Saal im Norden des Gebäudes um zwölf Meter erweitert, so dass seither ein Drittel der insgesamt 3800 Quadratmeter grossen Ausstellungsfläche für Sonderausstellungen reserviert werden kann, welche die ständige Sammlung ergänzen oder mit ihr in einen Dialog treten. Auch im umgebenden Garten des Museums werden immer wieder Sonderausstellungen gezeigt, die ohne Eintritt in das Museum zugänglich sind. Aufsehen erregte die Verhüllung der Bäume des Parks durch Christo und Jeanne-Claude im November/Dezember 1998. Ab September 2011 bis Januar 2012 fand die Präsentation von Louise Bourgeois’ Monumentalskulptur Maman in Bern, Zürich, Genf und in der Fondation Beyeler anlässlich des 100. Geburtstags der Künstlerin statt.
Im Jahr 2005 war die Stiftung Partnerorganisation der Skulpturenausstellung Blickachsen 5 in Bad Homburg vor der Höhe. Im Jahr 2018 wurde bekannt, dass zahlreiche impressionistische Gemälde des Rudolf Staechelin Family Trusts zukünftig als Leihgabe «periodisch» in der Fondation zu sehen seien.

## Ausstellungen (Auswahl)
- 2011: Constantin Brâncuși & Richard Serra
- 2011/12: Louise Bourgeois, 3. September 2011 bis 8. Januar 2021[6]
  - Dalí, Magritte, Miró – Surrealismus in Paris, 2. Oktober 2011 bis 29. Januar 2012 [7]
- 2012: Pierre Bonnard, 29. Januar bis 13. Mai 2012
- 2012/13: Edgar Degas, 30. September 2012 bis 27. Januar 2013[8]
- 2013: Ferdinand Hodler, 27. Januar bis 26. Mai 2013
  - Collection Renard, 9. März bis 5. Mai[9]
  - Max Ernst, 26. Mai bis 8. September 2013
  - Maurizio Cattelan, 8. Juni bis 6. Oktober 2013[10]
  - Thomas Schütte, 6. Oktober bis 2. Februar 2014
- 2014: Odilon Redon, 2. Februar bis 18. Mai 2014
  - Gerhard Richter, 18. Mai bis 7. September 2014
  - Gustave Courbet, 7. September bis 18. Januar 2015
- 2015: Paul Gauguin, u. a. mit Nafea faa ipoipo, 8. Februar bis 22. Juni 2015
- 2016: Jean Dubuffet – Metamorphosen der Landschaft, 31. Januar bis 8. Mai 2016
  - Alexander Calder & Fischli/Weiss, 29. Mai bis 4. September 2016
- 2016/17: Roni Horn – The Selected Gifts, 11. Juni 2016 bis 1. Januar 2017 (Kuratorin Theodora Vischer)
  - Wassily Kandinsky, Marc & Der Blaue Reiter, 4. September 2016 bis 22. Januar 2017. Katalog.
- 2017: Claude Monet, Licht, Schatten und Reflexion, 22. Januar bis 28. Mai 2017. Katalog.
  - Sammlung Beyeler «Das Original», 5. Februar bis 7. Mai 2017.
  - Wolfgang Tillmans, 28. Mai bis 1. Oktober 2017.
- 2017/18: Paul Klee, 1. Oktober 2017 bis 21. Januar 2018.
- 2018: Georg Baselitz, 21. Januar 2018 bis 29. April 2018.
  - Alberto Giacometti & Francis Bacon, 29. April 2018 bis 2. September 2018.
- 2019: Der junge Picasso – Blaue und Rosa Periode, 3. Februar 2019 bis 16. Juni 2019.
- 2019/20: Resonating Spaces mit Arbeiten von Leonor Antunes, Silvia Bächli, Toba Khedoori, Susan Philipsz und Rachel Whiteread, 6. Oktober 2019 bis 26. Januar 2020.[11]
- 2020: Edward Hopper,[12] 26. Januar bis 20. September 2020
  - Verlängert bis Ende November: Silent Vision[12]k
- 2021/22: Francisco de Goya, 10. Oktober 2021 bis 23. Januar 2022[12]
- 2022: Georgia O'Keeffe, 23. Januar bis 22. Mai 2022.
- 2022: Mondrian Evolution, 5. Juni 2022 bis 9. Oktober 2022.
- 2022/23: Jubiläumsausstellung 25 Jahre Fondation Beyeler Special Guest Duane Hanson
- 2023: Picasso: Künstler und Modell – Letzte Bilder
- 2023: Wayne Thiebaud
- 2024: Jeff Wall
- 2025: Nordlichter, 26. Januar 2025 bis 25. Mai 2025[13]
- 2025: Der Schlüssel der Träume. Surrealistische Meisterwerke der Collection Hersaint

## Geplantes Erweiterungsprojekt
Im Januar 2015 machte die Fondation ihre Absicht zur Errichtung eines Erweiterungsbaus im benachbarten, bisher privaten Iselin-Weber-Park des 19. Jahrhunderts öffentlich. Eine Jury wählte im September 2016 den Projektvorschlag des Schweizer Architekturbüros Peter Zumthor & Partner aus. Die Investitionssumme beträgt 120 Millionen Schweizer Franken. Das dreiteilige Gebäude mit einem «Haus der Kunst» mit zusätzlich 1.500 m2 Ausstellungsfläche sowie einem Serviceanwesen und einem Veranstaltungspavillon soll 2023 eröffnen. Sie sollen aus drei kleinteiligen Bauten bestehen; beauftragt wurde wiederum der aus Basel stammende Architekt Peter Zumthor.

## Skulpturenweg
Seit September 2015 verbindet ein Skulpturenweg mit zwölf Werken des Bildhauers Tobias Rehberger die Fondation Beyeler mit dem Vitra Campus der Firma Vitra. Weitere zwölf Skulpturen kamen im Juni 2016  hinzu. Das Projekt heisst 24 Stops.

## Filme
- Fondation Beyeler in Riehen bei Basel (= Museums-Check. Folge 12). Reportage, 30 Min., Moderation: Markus Brock, Produktion: 3sat. Erstausstrahlung: 13. November 2011.[21]